# Nassarius echinatus
Nassarius echinatus là một loài ốc biển, là động vật thân mềm chân bụng sống ở biển thuộc họ Nassariidae.

## Phân bố

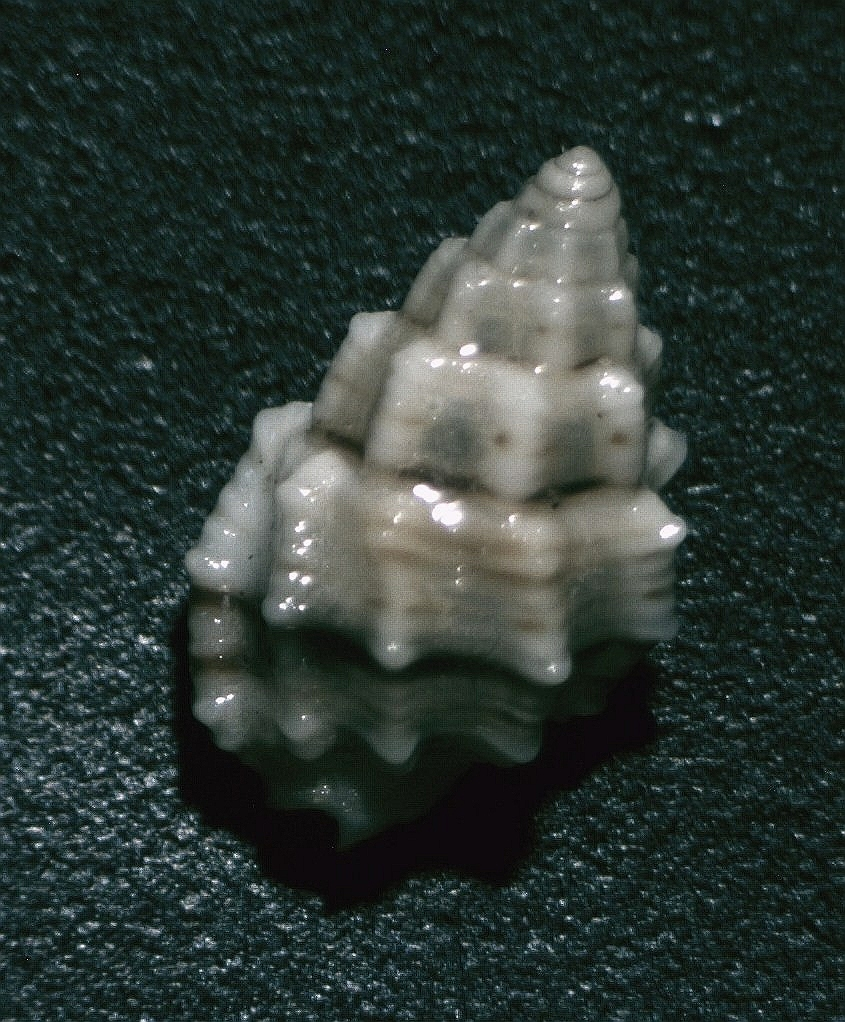
Nassarius echinatus, abapertural view